# Martinskirche (Pfullingen)
Koordinaten: 48° 27′ 57,1″ N, 9° 13′ 34,9″ O
Die Martinskirche in der südwestdeutschen Kleinstadt Pfullingen im Landkreis Reutlingen / Baden-Württemberg ist das älteste Kirchengebäude der Stadt. Sie befindet sich im Stadtzentrum am Marktplatz.
Sie gilt als „Urkirche“ des mittelalterlichen Pfullichgaus. Laut archäologischen Forschungsergebnissen reichen ihre Ursprünge bis zur Christianisierung der Alemannen im 7. Jahrhundert zurück. Damit zählt die Martinskirche einschließlich ihrer sich auf demselben Areal befundenen Vorgängerbauten zu den historisch am weitesten zurückliegenden christlichen Sakralbauten in Württemberg.
Die seit der Reformation im 16. Jahrhundert evangelische Martinskirche ist benannt nach dem über alle christlichen Konfessionen hinweg als heilig verehrten Martin von Tours. Organisatorisch gehört die heutige Martinskirchengemeinde als Mitglied der Evangelischen Landeskirche in Württemberg zur EKD.
Als Kulturdenkmal steht die Pfullinger Martinskirche gemäß den Bestimmungen des baden-württembergischen Denkmalschutzgesetzes unter Denkmalschutz.

## Geschichte
Bei einer im Jahr 1962 erfolgten größeren Renovierung der Martinskirche wurden ältere Baufragmente entdeckt, die darauf hinwiesen, dass schon vor der bis dahin auf das Jahr 1463 datierten Fertigstellung der Kirche mindestens ein anderes Kirchengebäude an ihrer Stelle stand. Infolgedessen wurden archäologische Grabungen veranlasst, die sich mehr als ein Jahr bis 1963 hinzogen und insgesamt vier Vorgängerbauten der Martinskirche zutage förderten: Eine Holzkirche aus dem 7. Jahrhundert, zwei Saalkirchen mit Apsis und eine dreischiffige Basilika. Die heutige Martinskirche entstand etwa ab dem 13. Jahrhundert aus jener Basilika, die zunächst um einen Turm erweitert wurde, bevor erst der Chor und dann das Langhaus ersetzt wurden.

### Bau I
Der erste Bau an der Stelle der heutigen Martinskirche war eine rechteckige Holzkirche, die im 7. Jahrhundert erbaut wurde. Sie war wahrscheinlich etwa 11,2 Meter lang und 5,2 Meter breit, lag im Südosten des heutigen Langhauses und wurde in Pfostenbauweise errichtet. Bei den Ausgrabungen in den 1960er-Jahren fand man Pfostengruben in unregelmäßigen Abständen, Wandgräbchen dazwischen sowie Reste eines vermoderten oder verbrannten Holzfußbodens. Durch die vielen anderen Gebäude und Fundamente, die im Laufe der Jahrhunderte am selben Ort entstanden, waren nicht mehr genug Bauelemente erhalten, um den genauen Grundriss rekonstruieren zu können. Aufgrund anderer Funde, wie beispielsweise Gräbern, die für das 7. Jahrhundert innerhalb der Kirche äußerst unwahrscheinlich sind, können jedoch die oben genannten Maße vermutet werden. Demnach verfügten die zwei Seitenwände der Kirche über je sechs Pfosten im Abstand von etwa zwei Metern; in der Mitte des Raumes auf Höhe des (von Osten gezählt) dritten Pfostenpaars stand ein Mittelpfosten. An der Südseite zwischen dem vierten und fünften Pfosten lag die Eingangstür mit einem weiteren Pfosten als Türrahmen.

### Bau II
Auf die Holzkirche folgte eine steinerne Saalkirche, deren Alter sich heute nicht mehr genau bestimmen lässt. Im Kontext der anderen Bauten geht man jedoch von einem Bauzeitpunkt im 8. oder 9. Jahrhundert aus. Das Fundament der Steinkirche ist zwar wie auch das der Holzkirche nicht vollständig erhalten, jedoch gut genug, um den exakten Grundriss des Gebäudes bestimmen zu können. Die Steinkirche war insgesamt etwa 14 Meter lang und 8 Meter breit und bestand aus einem Langhaus mit einem etwa 8,6 mal 6,3 Meter großen Innenraum. Im Osten befand sich eine etwa 3 Meter tiefe hufeisenförmige Apsis, deren Boden zunächst etwa 20 bis 25 Zentimeter über dem des Langhauses lag, bis das Bodenniveau des Langhauses später angehoben und eine Chorschranke eingebaut wurde. Die gefundenen Fundamente sind etwa 90 Zentimeter dick und wurden aus Tuff-Bruchstein gemauert, was auf massive Steinmauern schließen lässt. Wo der Eingang zum Gebäude lag, lässt sich nicht mehr nachvollziehen. Innerhalb des Chorraums fand man ein 70 Zentimeter breites Fundament, das zu einem Altar gehört haben könnte. Da die vermutete Grundfläche der Holzkirche und die der Steinkirche nahezu identisch sind, nimmt man an, dass der Altarstandort der Steinkirche von der Holzkirche übernommen wurde.

### Bau III
Bei Bau III handelte es sich um eine Saalkirche mit halbkreisförmiger, leicht gestelzter Apsis. Die Kirche war insofern der zweiten Kirche recht ähnlich. Anders als es sehr wahrscheinlich bei der dieser der Fall war, behielt man bei Bau III den Altarstandort seines Vorgängers jedoch nicht bei, sondern verschob ihn nach Osten. Auch in der Größe hatte er deutlich zugelegt, denn das Langhaus hatte eine lichte Breite von gut neun Metern und eine Länge von mindestens 17 Metern. Das Bodenniveau im Chorraum lag erneut rund 20 Zentimeter höher als im Langhaus, wobei nicht bekannt ist, wie weit das erhöhte Bodenniveau möglicherweise in das Langhaus hineinragte. Die gefundenen Fundamente waren gut 1,20 Meter breit und aus Tuffsteinen gemauert, die vermutlich der Vorgängerkirche entstammten. Im Bereich der Apsis wurden zusätzlich Kalksteine verwendet. Man vermutet bei der Kirche eine Bauweise in Bruchstein- oder Kleinquadermauerwerk mit flacher Holzdecke und eine Halbkuppel über der Apsis. Auch bei der Saalkirche muss der Bauzeitraum aus dem Kontext der Vorgänger- und Nachfolgerbauten geschlossen werden. Man geht hier vom 10. oder 11. Jahrhundert aus. Im Fundament von Bau III fand man einen Tuffblock, der vermutlich Bau II entstammte. Er war auf einer Seite verputzt, wobei der Putz mit nicht näher erkennbaren Kalkmalereien verziert war.

### Bau IV
Bau IV war eine dreischiffige Basilika mit halbkreisförmiger gestelzter Apsis. Die Seitenschiffe waren rund 2,6 Meter breit, das Hauptschiff etwa 5,6 Meter. Die gesamte lichte Breite betrug etwa 13,4 Meter. Für die Länge des Hauptschiffes ist ein Mindestmaß von 16,4 Metern gesichert. Die genaue Länge ist nicht bekannt, jedoch gelten 21,5 Meter als wahrscheinlich. Zwischen den Schiffen lagen Mittelschiffsarkaden. Der Chor war innen etwa 5,9 Meter lang und 5,6 Meter breit und war wahrscheinlich mit einem Chorbogen vom Langhaus abgetrennt. Die südliche Außenwand stand auf derselben Stelle wie die des Vorgängerbaus, ist mit dieser jedoch nicht identisch. Eine genaue Datierung des Baus ist nicht möglich. Schaut man jedoch auf vergleichbare Kirchenbauwerke, erscheint ein Bauzeitpunkt im 12. oder 13. Jahrhundert wahrscheinlich. Zu einem späteren Zeitpunkt wurde die Apsis abgerissen und durch einen rechteckigen Chor mit etwa 8,6 Metern lichter Tiefe ersetzt.

### Bau V: Die heutige Martinskirche

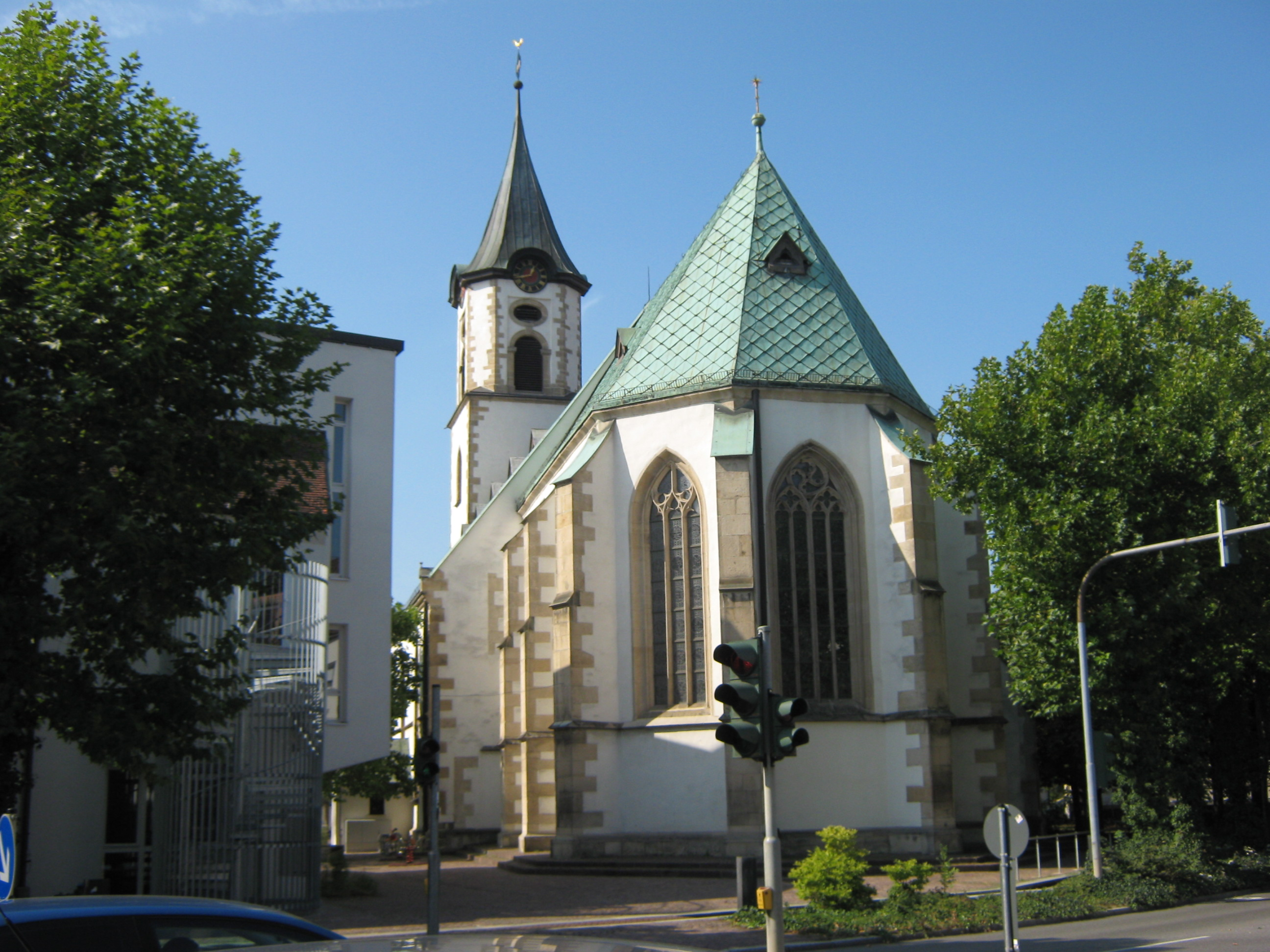
Der spätgotische Chor von 1463

Die Entstehung der heutigen Martinskirche begann mit dem Umbau der Basilika. Deren westliche Mauer wurde abgerissen und einige Meter weiter westlich wieder aufgebaut. Dazu wurde im Westen der Kirche ein Kirchturm errichtet, dessen östliche Seite auf der neuen Westmauer des Langhauses aufliegt. Der Umbau ist heute nicht mehr genau datierbar, fand jedoch vor dem Bau des neuen Chors (siehe den nachfolgenden Absatz) statt.
1463 wurde der heutige spätgotische Chor mit Kreuzrippengewölbe fertiggestellt. Er wurde ebenfalls als Anbau an die bestehende Basilika errichtet und ist etwa 14,5 Meter lang und 8,3 Meter breit. Er wurde nach dem Abriss des bestehenden Chors zunächst mit einem Abstand von etwa 50 Zentimetern vom Langhaus freistehend errichtet und erst nach seiner Fertigstellung an dieses angeschlossen. Dies gilt als Hinweis dafür, dass ursprünglich nach dem Neubau des Chors auch der Abriss und Neubau des Kirchenschiffs geplant war. Das Jahr der Fertigstellung findet sich im Deckengewölbe des Chors wieder und gilt daher als gesichert.
Im 16. Jahrhundert wurde das dreischiffige Langhaus abgerissen und durch das heutige einschiffige ersetzt, das 1580 fertiggestellt wurde. Dazu wurden die neuen Nord- und Südmauern direkt an die alten angesetzt, die erst danach abgetragen wurden. Die Westwand blieb erhalten. Im Inneren der Kirche wurde eine Reihe von Eichensäulen errichtet, die das nun höher gelegene Dach mit gerader Decke und die neuen Emporen stützten. Im Zuge des Umbaus wurde auch der Turm um ein Stockwerk mit achteckigem Grundriss erhöht. Im Inneren des neuen Schiffs wurde, ganz im Sinne der Reformation, mit alten Traditionen gebrochen: Anstatt der axial ausgerichteten bisherigen Einrichtung wurde das liturgische Zentrum der Kirche an die Südseite verlegt. An der Nord- und der Westwand wurden Emporen eingebaut, vermutlich lag auch die Kanzel im Süden.

### Jüngere Baugeschichte
1773 wurde der obere Teil des Turms im Stil des Barock neu aufgebaut und mit einem Spitzhelm versehen. 1801 errichtete man im nordöstlichen Eck des Langhauses eine Empore für die Orgel und riss einen kleinen Glockenturm über dem Chor ab.
1890 wurde die Kirche umfassend saniert und teilweise im spätgotischen Stil umgebaut. Dabei wurde die Kirche vor allem zu einer symmetrischen Inneneinrichtung zurückgebracht. Die Decke wurde nun schräg geführt und kam ohne Pfeiler aus. Die Nord- und Südempore wurden erneuert und symmetrisch gestaltet. An der Westwand entstand eine neue Orgelempore. Die Kanzel wurde wieder in die nördliche Hälfte der Kirche verlegt.

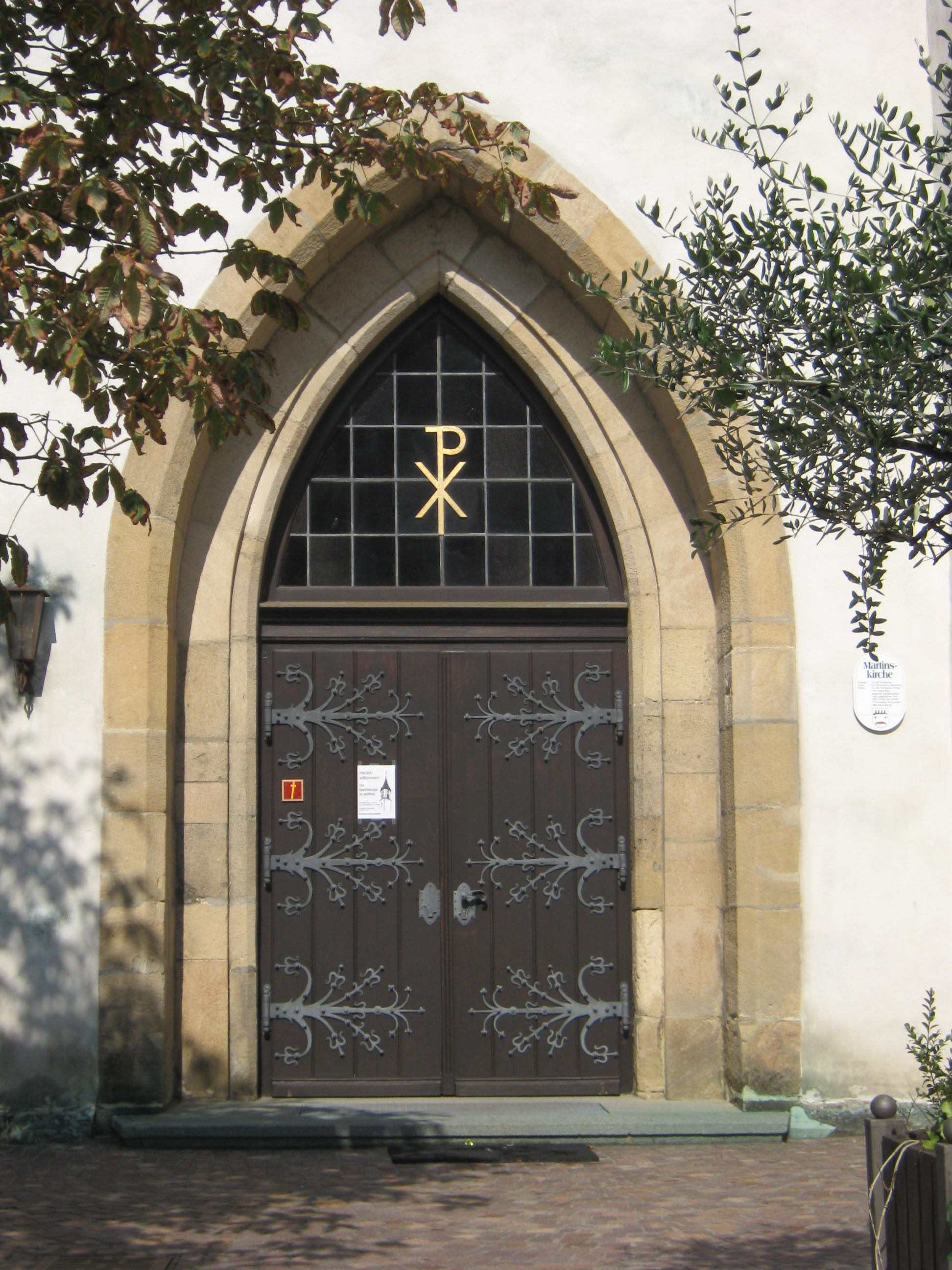
Hauptportal an der Südseite des Turms

1926 wurden an die Seiteneingänge Windfänge angebaut. 1962/63 wurden eine Heizung installiert, die Seitenemporen entfernt und die Kanzel durch eine neue ersetzt, sodass die Kirche nun wieder vollständig axial ausgerichtet ist. Seit 2019 wird die Kirche erneut umfassend restauriert.

## Orgel
Die Orgel der Martinskirche stammt aus dem Jahr 1978 und wurde von der Werkstätte für Orgelbau Peter Vier gebaut. Sie hat 40 Register, die auf drei Manuale und Pedal verteilt sind, sowie Schleifladen und eine mechanische Spiel- und elektrische Registertraktur. Ein Teil der 2859 Pfeifen, das Gehäuse aus Eichenholz und der Orgelprospekt wurden von der Vorgängerinstrument übernommen, einer Orgel der Firma Walcker von 1890.

## Geläut
Das Geläut der Martinskirche umfasst vier Glocken, die im Glockenturm in zwei Geschossen paarweise übereinander hängen und alle von der Stuttgarter Glockengießerei Kurtz gegossen wurden. Zusätzlich zu den besonderen Aufgaben der Glocken (siehe dazu die nachfolgende Tabelle) wird alle 15 Minuten die Uhrzeit angeschlagen (Uhrschlag). Dafür werden alle Glocken mit Ausnahme der Taufglocke verwendet, die außer bei der Taufhandlung nur im Vollgeläut erklingt und über keinen Hammer verfügt.
| Name        | Ton | Gewicht | Weihejahr | Inschrift                                                      | Aufgabe                                                           |
| ----------- | --- | ------- | --------- | -------------------------------------------------------------- | ----------------------------------------------------------------- |
| Dominika    | des | 1680 kg | 1950      | Ehre sei Gott in der Höhe und Friede auf Erden                 | Läutet am Samstagabend den Sonntag ein; begleitet das Vaterunser. |
| Kreuzglocke | f   | 824 kg  | 1950      | Jesus Christus gestern und heute und derselbe auch in Ewigkeit | Läutet täglich um 11 Uhr und um 15 Uhr.                           |
| Betglocke   | as  | 488 kg  | 1950      | Wachet und betet                                               | Läutet täglich um 6 Uhr und um 18 Uhr.                            |
| Taufglocke  | b   | 342 kg  | 1921      | Das Reich muss uns doch bleiben                                | Läutet nur während der Taufhandlung und im Vollgeläut.            |

Seit 2025 läuten die Glocken nicht mehr nachts zwischen 22 und 7 Uhr.

## Gemeindestruktur
Die Martinskirchengemeinde ist – neben den weitaus jüngeren, in der zweiten Hälfte des 20. Jahrhunderts gebildeten Gemeinden der Magdalenenkirche und der Thomaskirche – eines von drei Gemeindezentren der Evangelischen Kirchengemeinde Pfullingen, die der Evangelischen Landeskirche in Württemberg angehört. Mit etwa 4500 Gemeindegliedern (Stand 2021) bildet sie das größte Gemeindezentrum und ist ihrerseits aufgeteilt in die Pfarrbezirke Ost und West. Die zuständige Pfarrerin für den Bezirk Ost ist Katharina Dolmetsch-Heyduck, für den Bezirk West Benjamin Lindner.
2017 schlossen sich die drei evangelischen Kirchengemeinden Pfullingens, die Magdalenenkirchengemeinde, die Martinskirchengemeinde und die Thomaskirchengemeinde, zu einer Gesamtkirchengemeinde, der Evangelischen Kirchengemeinde Pfullingen, mit einem gemeinsamen Kirchengemeinderat zusammen. Die bisherigen Gemeinden bilden nun Gemeindezentren, wobei das Gemeindezentrum Martinskirche nach wie vor in die zwei Pfarrbezirke Ost und West mit je einem eigenen Pfarrer untergliedert ist.